# Oxyopes tiengianensis
Oxyopes tiengianensis là một loài nhện trong họ Oxyopidae.
Loài này thuộc chi Oxyopes. Oxyopes tiengianensis được Alberto Barrion & James A. Litsinger miêu tả năm 1995.